# Yasushi Akimoto
Pour les articles homonymes, voir Akimoto.
Yasushi Akimoto (秋元康, Akimoto Yasushi, né le 2 mai 1958) est un producteur de musique japonais reconnu dans son pays, également auteur et compositeur, réalisateur, scénariste et écrivain.

## Biographie
Yasushi Akimoto a notamment produit avec succès les groupes d'idoles japonaises Onyanko Club dans les années 1980, et AKB48 et ses dérivés (SKE48, SDN48, etc.) dans les années 2000 puis 2010, écrivant la plupart de leurs chansons et popularisant le concept des groupes d'idols multiples qui sera repris par d'autres, comme Tokyo Performance Doll et le Hello! Project. Il épouse en 1988 une de ses artistes, Mamiko Takai d'Onyanko Club. Il écrit aussi pour le cinéma et la télévision, dont les scénarios des films La Mort en ligne et sa suite ainsi que le roman original dont ils sont tirés, et de Densen Uta (alias The Suicide Song). Il compose de nombreuses chansons et collabore avec de nombreux artistes, dont Tunnels, Checkicco, Asami...
En janvier 2010, il annonce son intention d'exporter le concept d'AKB48 à d'autres pays du monde, des compagnies de six pays dont la Thaïlande, Singapour, la Chine, et l'Italie s'étant déjà déclarées intéressées par l'idée de créer leur propre groupe d'idols sur le même modèle. C'est ce qu'il ferra dès 2011 en Indonésie avec JKT48, en 2012 en Chine avec SNH48 ou encore en 2017 en Thaïlande avec BNK48.
Yasushi Akimoto a également contribué à la formation du girl group nippo-sud-coréen IZ*ONE qui a été formé par le programme Produce 48, collaboration entre AKS et Mnet.
Depuis 2019, Akimoto ne fait plus partie de la direction d'AKS, agence des groupes AKB48 et ses dérivés, et n'est désormais qu'impliqué qu'en tant que producteur artistique.

## Œuvres

### Mangas (scénariste)
- 1991-1994 : Oh! My Konbu
- 1992-1997 : Azuki-chan
- 1995-1996 : Nurse Angel Ririka SOS (en)
- 2010-2014 : Marimo no Hana: Saikyou Butouha Shougakusei Densetsu
- 2012 : AKB48 Satsujin Jiken (avec Gōshō Aoyama)
- 2013 : Mielino Kashiwagi (avec Hideta Takahata)
- 2019-2020 : Nogizaka no Uta Episode 1 - Kikkake

### Anime (créateur original)
- 1991 : Oh! My Konbu
- 1994-1995 : Karaoke Senshi Mike-tarou
- 1995-1998 : Azuki-chan
- 1995-1996 : Nurse Angel Ririka SOS (en)
- 2001-2002 : 6 Angels
- 2007 : Ice
- 2012 : Marimo no Hana: Saikyou Butouha Shougakusei Densetsu

### Réalisateur
- 1991 : Goodbye Mama (グッバイ・ママ, Gubbai mama?)
- 1992 : Manhattan Kiss (マンハッタン・キス, Manhattan kisu?)
- 2000 : Kawa no nagare no you ni (川の流れのように?)